# Sylvio De Franceschi
Sylvio De Franceschi (né le 11 avril 1972 à Antibes) est un historien français.

## Biographie
Fils de Franco et Élisabeth De Franceschi, Sylvio Hermann De Franceschi naît le 11 avril 1972 à Antibes, dans les Alpes-Maritimes.
Licencié ès lettres classiques, licencié en histoire et diplômé d'études approfondies en histoire et en italien, archiviste paléographe (promotion 1999; thèse classée 1re), agrégé d'histoire (1999), ancien membre de l'École française de Rome (2001-2004), docteur en histoire (2004) et habilité à diriger des recherches en histoire moderne (2010), il est successivement attaché temporaire d'enseignement et de recherche à l'École normale supérieure (1999-2000) et aux universités de Paris-IV (2000-2001) et Lyon-III (2004-2005), maître de conférences (2005-2011) à l'École pratique des hautes études, professeur à l'université de Limoges (2011-2012) et directeur d'études à l'EPHE (depuis 2012). De 2014 à 2024, il a dirigé le Laboratoire d'études sur les monothéismes, UMR 8584. Il a été assesseur, puis vice-président à la recherche de l'EPHE de 2013 à 2018, puis vice-président au budget de l'EPHE de 2018 à 2023. Depuis 2019, il est le directeur académique du Programme gradué Sciences des religions de l'Université PSL.

## Publications
- Dir., Antiromanisme doctrinal et romanité ecclésiale dans le catholicisme posttridentin : XVIe – XXe siècles, Lyon, Laboratoire de recherche historique Rhône-Alpes, coll. « Chrétiens et Sociétés : documents et mémoires » (no 7), 2008, 165 p. (BNF 41436481).
- La Crise théologico-politique du premier âge baroque : antiromanisme doctrinal, pouvoir pastoral et raison du prince : le Saint-Siège face au prisme français, 1607-1627 (thèse de doctorat en histoire remaniée), Rome, École française de Rome, coll. « Bibliothèque des Écoles françaises d'Athènes et de Rome » (no 340), 2009, 979 p. (ISBN 978-2-7283-0842-2).
- Entre saint Augustin et saint Thomas : les jansénistes et le refuge thomiste, 1653-1663 : à propos des 1re, 2e et 18e Provinciales  (préf. Gérard Ferreyrolles), Paris, Nolin, coll. « Univers Port-Royal » (no 14), 2009, 280 p. (ISBN 978-2-910487-38-6).
- Raison d'État et raison d'Église : la France et l'Interdit vénitien, 1606-1607 : aspects diplomatiques et doctrinaux, Paris, Honoré Champion, coll. « Bibliothèque d'histoire moderne et contemporaine » (no 31), 2009, 567 p. (ISBN 978-2-7453-1820-6).
- Dir., Le Pontife et l'Erreur : anti-infaillibilisme catholique et romanité ecclésiale aux temps posttridentins : XVIIe – XXe siècles, Lyon, Laboratoire de recherche historique Rhône-Alpes, coll. « Chrétiens et Sociétés : documents et mémoires » (no 11), 2010, 187 p. (BNF 42431811).
- Dir., Histoires antiromaines : antiromanisme et critique dans l'historiographie catholique, XVIe – XXe siècles, t. I, Lyon, Laboratoire de recherche historique Rhône-Alpes, coll. « Chrétiens et Sociétés : documents et mémoires » (no 15), 2011, 202 p. (ISBN 978-2-9537928-6-7).
- La Puissance et la Gloire : l'orthodoxie thomiste au péril du jansénisme, 1663-1724 : le zénith français de la querelle de la grâce  (préf. Olivier Chaline), Paris, Nolin, coll. « Univers Port-Royal » (no 20), 2011, 555 p. (ISBN 978-2-910487-46-1).
- Dir. avec Franz Xaver Bischof (de), Histoires antiromaines : l'antiromanisme dans l'historiographie ecclésiastique catholique, XVIe – XXe siècles, t. II, Lyon, Laboratoire de recherche historique Rhône-Alpes, coll. « Chrétiens et Sociétés : documents et mémoires » (no 23), 2014, 258 p. (ISBN 979-10-91592-08-6).
- Les Intermittences du temps : lire Alphonse Dupront, Paris, Éditions de l'École des hautes études en sciences sociales, coll. « En temps et lieux » (no 53), 2014, 396 p. (ISBN 978-2-7132-2454-6).
- Dir., Théologie et érudition de la crise moderniste à Vatican II : autour du Dictionnaire de théologie catholique, Limoges, PULIM, coll. « Histoire : trajectoires », 2014, 377 p. (ISBN 978-2-84287-632-6).
- Morales du Carême. Essai sur les doctrines du jeûne et de l’abstinence dans le catholicisme latin (XVIIe – XIXe siècle), Paris, Beauchesne, coll "Théologie historique" (n°126),  2018, 568 p.
- Thomisme et théologie moderne. L’École de saint Thomas à l’épreuve de la querelle de la grâce (XVIIe – XVIIIe siècles), Paris-Perpignan, Artège Lethielleux, coll "Sed contra", 2018, 794 p.

### Autres publications
Voir son CV.

## Prix
- Prix Auguste-Molinier 1999 de l'École nationale des chartes pour Antiromanisme doctrinal, pouvoir et raison du prince : le prisme du prince (1606-1611)[2].
- Prix Raymond-et-Yvonne-Lantier de l'Académie des inscriptions et belles-lettres[1].